# Marius Marin
Marius Mihai Marin (ur. 30 sierpnia 1998 w Timișoarze) – rumuński piłkarz grający na pozycji pomocnika w Pisa SC oraz w reprezentancji Rumunii.

## Statystyki kariery

### Reprezentacyjne
(aktualne na dzień 7 czerwca 2024)
| Reprezentacja | Rok     | Występy | Gole |
| ------------- | ------- | ------- | ---- |
| Rumunia       | 2021    | 2       | 0    |
| Rumunia       | 2022    | 6       | 0    |
| Rumunia       | 2023    | 7       | 0    |
| Rumunia       | 2024    | 3       | 0    |
| Ogólnie       | Ogólnie | 18      | 0    |

## Sukcesy

### ACS Poli Timișoara
- Liga II (1): 2014/2015

### ASU Politehnica Timișoara
- Liga III (1): 2015/2016

### Indywidualne
- Zagraniczny zawodnik Pisy z największą ilością występów: 211